# Pierre-Marc Johnson
Pierre-Marc Johnson (ur. 5 lipca 1946 w Montrealu) – kanadyjski polityk, prawnik i lekarz, premier prowincji Quebec z ramienia Partii Quebecu.

## Życiorys
Pierre-Marc Johnson urodził się 5 lipca 1946 w Montrealu. Jego ojcem był Daniel Johnson (starszy), współtwórca i lider Unii Narodowej, premier prowincji. Także i starszy brat Pierre-Marca, Daniel Johnson (młodszy), został na krótko premierem prowincji w 1985.
Johnson studiował nauki polityczne, początkowo w Soeurs de la Providence i Collèges Stanislas et Saint-Laurent, a następnie w Austro-American Society w Salzburgu (Austria). W 1967 otrzymał tytuł bakałarza w Brébeuf College. Kontynuował studia na wydziale prawa Uniwersytetu w Montrealu, które ukończył w 1970, a następnie studiował medycynę na Uniwersytecie w Sherbrooke, który ukończył w 1970. W 1971 otrzymał obie licencje – prawniczą i medyczną. Po studiach rozpoczął pracę jako profesor medycyny, jednocześnie biorąc udział w licznych pracach badawczych, a także został doradcą medycznym rządu.
Pierwszy raz wybrany do Zgromadzenia Narodowego Quebecu w 1976. W czasie rządów Partii Quebecu stał na czele kolejno: ministerstwa pracy, ministra spółdzielczości i bankowości, spraw socjalnych, kontaktów międzyrządowych oraz emigracji. W 1985 po rezygnacji René Lévesque'a objął kierownictwo partii oraz stanowisko premiera prowincji. W czasie krótkich rządów nie udało mu się poprawić wizerunku swej partii. Utrzymał władzę do przegranych wyborów, w których zwycięzcą była Liberalna Partia Quebecu.
Po wycofaniu się z czynnego życia politycznego powrócił do pracy w szkolnictwie wyższym, jednocześnie angażując się w życie gospodarcze, społeczne i kulturalne prowincji.

## Publikacje
- The Environment and NAFTA: Understanding and Implementing the New Continental Law (1995)